# Trachyspina illamurta
Trachyspina illamurta är en spindelart som beskrevs av Norman I. Platnick 2002. Trachyspina illamurta ingår i släktet Trachyspina och familjen Trochanteriidae.
Artens utbredningsområde är Northern Territory, Australien. Inga underarter finns listade i Catalogue of Life.